# Anna Torv
Anna Torv (født juni 1979) er en australsk skuespiller bedst kendt for sin rolle som FBI agent Olivia Dunham i tv-serien Fringe..

## Filmografi
| År        | Film                   | Rolle            | Note       |
| --------- | ---------------------- | ---------------- | ---------- |
| 2002      | White Collar Blue      | Neighbours       | Tv-serie   |
| 2002      | Young Lions            | Irena Nedov      | Tv-serie   |
| 2003      | Travelling Light       | Debra Fowler     | Film       |
| 2004      | McLeod's Daughters     | Jasmine McLeod   | Tv-serie   |
| 2004–2005 | The Secret Life of Us  | Nikki Martel     | Tv-serie   |
| 2006      | The Book of Revelation | Bridget/Gertrude | Film       |
| 2007      | Heavenly Sword         | Nariko           | Video game |
| 2007      | Frankenstein (2007)    | ITU Nurse        | Film       |
| 2007      | Mistresses             | Alex             | Tv-serie   |
| 2008–nu   | Fringe                 | Olivia Dunham    | Tv-serie   |
| 2010      | The Pacific            | Virginia Grey    | Mini-serie |
| 2017      | Mindhunter             | Wendy Carr       | tv-serie   |